# Tennistavolo New Pieve Emanuele
Il Tennis Tavolo Pieve Emanuele è una società sportiva di tennistavolo con sede a Pieve Emanuele vincitrice di 4 scudetti di Serie A1 maschile. Dal 2016 una nuova associazione chiamata Tennis Tavolo New Pieve Emanuele riprende la tradizione.  

## Storia
Nata nel 1988 ha avuto come presidente Nicola D’Ambrosio. Si iscrive alla lega FITeT partendo dalla serie regionale "D2". In quel periodo avviene la fusione con la società di tennistavolo di Cologno Monzese che porta in dote l’accesso alla serie C1. Al terzo anno la società  guadagna l’accesso alla serie B2. Grazie alla regola che la squadra campione d’Italia di B1 possa ottenere l’accesso diretto in A1 il TT Pieve Emanuele conquista l'accesso nella prima serie nazionale.  
Dall'anno 2004 al 2007 il TT Pieve Emanuele vince quattro scudetti consecutivi di Serie A1 maschile e partecipa di diritto a 5 edizioni della Champions League europea. Le varie squadre hanno conquistato 37 titoli italiani. Tra i giocatori dell’epoca Massimiliano Mondello, Mihai Bobocica e vari giocatori stranieri. Come giocatore allenatore Patrizio Deniso, futuro allenatore della nazionale italiana.
L’attività della società termina nel 2012. Nel 2016 nasce una nuova associazione sportiva dilettantistica col nome di Tennis Tavolo New Pieve Emanuele, che attualmente gareggia in serie A2 e B1 maschile e in serie B femminile.